# Кинеска православна црква
Кинеска православна црква је аутономна црква под јурисдикцијом Руске православне цркве.

## Настанак
Настала је 1956. године када је добила аутономни статус од Московске патријаршије.
КПЦ је преживела велики прогон током културне револуције шездесетих година у Кини и антирелигиозне политике њене комунистичке партије. У децембру 2004. године у Пекингу је у својој 80-ој години умро последњи кинески православни свештеник Александар Ду Лифу. Он није дочекао да добије решење од владе за отварање православне парохије у Пекингу, јер су власти тврдиле да за то нема довољно верника (око 300 људи).
У 21. веку православна црква у Кини доживљава свој препород. Велики број кинеских студената данас студирају на различитим богословским институтима у Русији. Према извештају свештеника Дионисија Поздњајева, који је одговоран за везе са Кином у ОВЦС Руске православне цркве, у Кини живи око 13.000 православних. Постоје и парохије без свештенства у Синкјангу и Унутрашњој Монголији, док руска православна црква у Харбину представља локалну знаменитост. Московска патријаршија жели званично признавање православне цркве, али главна препрека за то је мали број парохијана.

## Историја
Кинеска православна црква је настала, истовремено са проширењем Руске Империје на Далеки исток преко Сибира 1651. године. Нешто раније, 1644. године, династију Минг су са престола збацили Манџури, који су довели на престо династију Ћинг, која је владала до 1911. године. Насеља руских козака у долини реке Амур у Албазину су била нападнута од стране кинеске армије 1685. године, што је резултовало падом Албазина, а заробљеници су пребачени у главни град Пекинг.
Део албазинских заробљеника је имао част да служи у једном од најпривилегованијих одреда одбране на двору цара Ханси у Пекингу. Њихово право на духовно руковођење је било признато, и због тога је у Пекинг послан (против своје воље) први православни свештеник отац Максим Леонтјев. Имигрантима је додељен стари будистички храм у североисточном делу главног града, и паства га је претворила у православну капелу посвећену светом Николају Чудотворцу, у част чудотворне иконе коју је отац Максим донео са собом.
Последњих 200 година пре Боксерског устанка 1900. године, број православних у Мисији се незнатно повећао, углавном захваљујући браковима са албазинцима и њиховим потомцима. То је био велики контраст у односу на активну мисионарску делатност католичке и протестантске Мисије.
Свети Митрофан је заједно са других двеста кинеских и албазинских мученика дао свој живот за хришћанску веру у време боксерског устанка, или ихетуанског покрета, како су га називали Кинези. Од тог времена па за наредних 200 година, албазинци су се само интегрисали у локално становништво, које се споља практично није нимало разликовало од Кинеза, иако су још увек сматрали да је њихово етничко порекло руско.
Број православног становништва у Кини се у 20. веку веома повећао, углавном захваљујући досељавању. Архимандрит Инокентије Фигуровски, који је 1902. године постао први епископ Пекинга, је започео превод православног катихизиса и литургијских текстова на говорни кинески језик гуанхуа. То време се сматра златним добом православља у Кини када је изграђено много храмова.
Већина Руса је напустила Кину када су 1949. године на власт дошли комунисти. Неки су се вратили у Русију, а многи други су емигрирали у Аустралију или Северну Америку. Познати Светитељ Јован Максимовић, бивши архиепископ Шангајски, је био један од последњих који је напустио земљу после доласка комуниста, и на крају се населио у Калифорнији.
У данашње време у Кини има неколико стотина верника албазинског или руског порекла, који себе сматрају православнима. Они углавном живе у великим градовима, као што су Пекинг, Шангај и Харбин. Многи други су се населили по западним и северним аутономним регионима – Синкјангу и Унутрашњој Монголији.